# 砂田治男
砂田 治男（すなだ はるお、1938年5月19日 - ）は、日本の経営者。テレビせとうち社長を務めた。

## 来歴・人物
広島県出身。1961年に明治大学商学部商学科を卒業し、同年に山陽新聞社に入社。1995年2月に常務に就任し、1999年12月にはテレビせとうち社長に就任。2007年6月に会長に就任。
2010年11月に旭日小綬章を受章。